# (2257) Kaarina
(2257) Kaarina es un asteroide perteneciente al cinturón de asteroides descubierto el 18 de agosto de 1939 por Heikki A. Alikoski desde el observatorio de Iso-Heikkilä en Turku, Finlandia.
Está nombrado en honor de Kaarina Soini, hija del descubridor.